# Accidente aéreo del Learjet 45 de la Secretaría de Gobernación
El accidente aéreo del Learjet 45 de la Secretaría de Gobernación mexicana, ocurrió el 4 de noviembre de 2008, cuando un avión ejecutivo Learjet 45 se estrelló en una zona financiera de la ciudad momentos antes de aterrizar. Fue un vuelo de San Luis Potosí a la Ciudad de México que había despegado a las 17:05 horas (tiempo del centro). Juan Camilo Mouriño —secretario de gobernación en turno— y 16 personas más perecieron; trece en el lugar del siniestro y tres más en el hospital.

## Causas del accidente

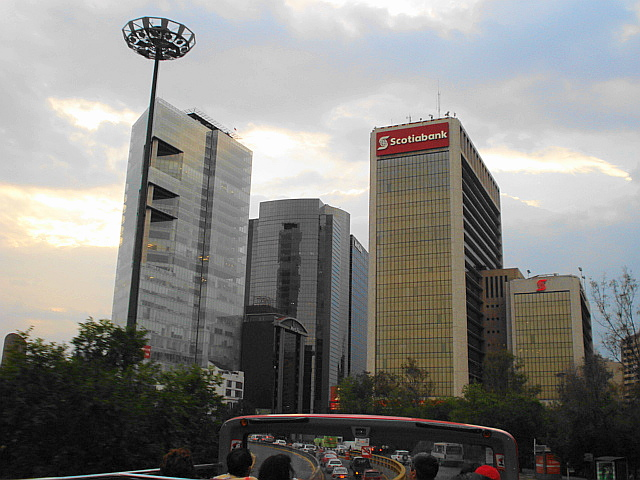
Edificios en la zona del accidente

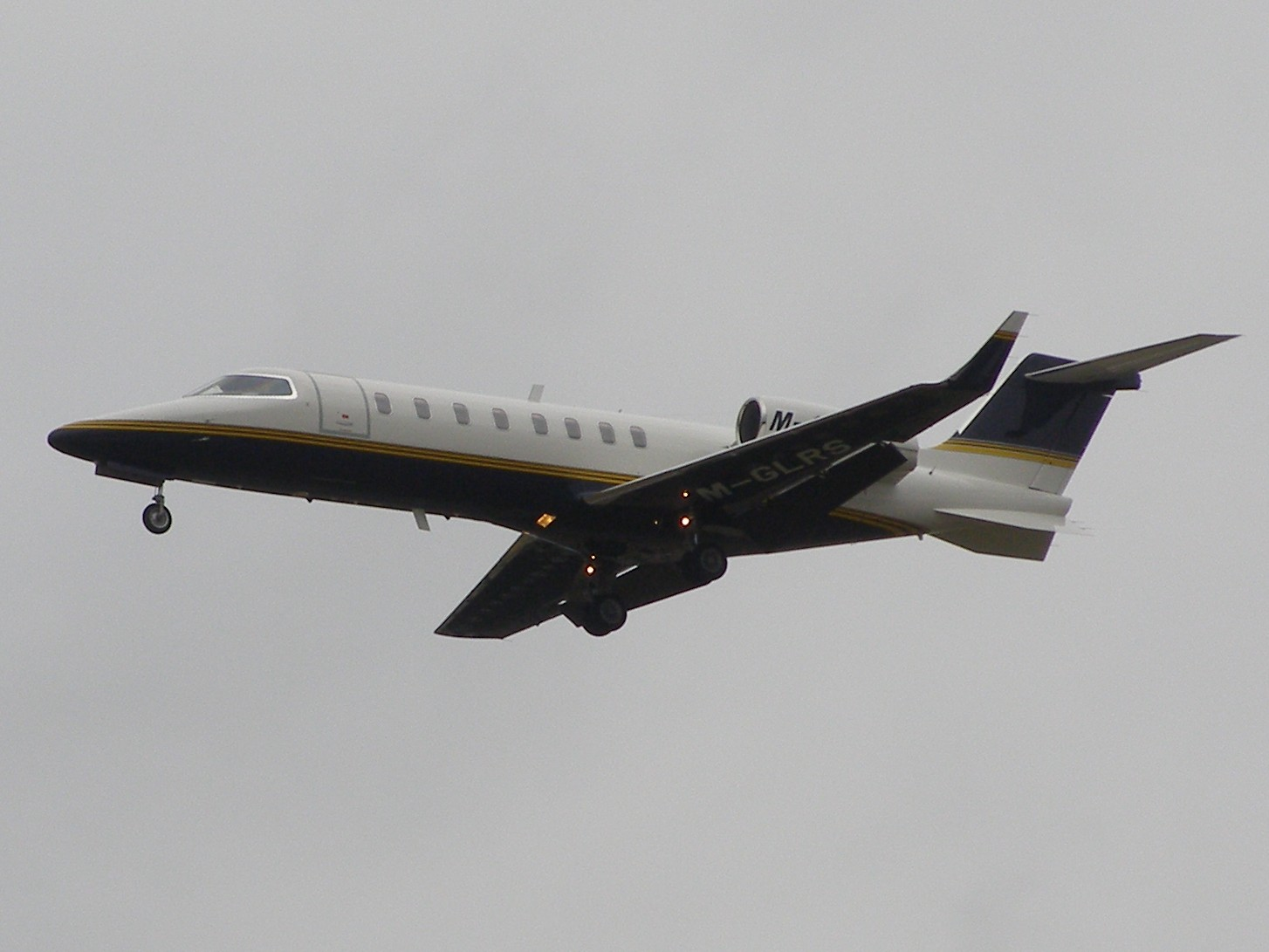
Un Learjet 45 de construcción canadiense, similar al accidentado.

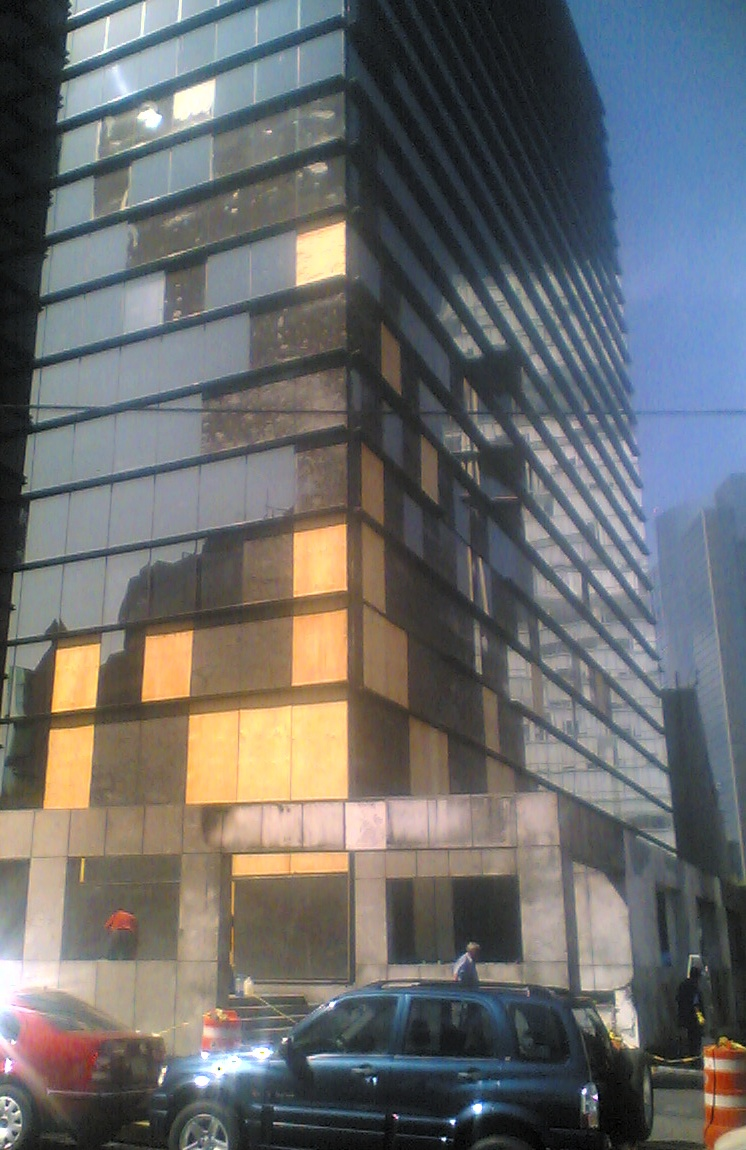
Uno de los edificios dañados bajo reparación, dos semanas después.

Antes de iniciar el procedimiento de aproximación a la pista 05 derecha del Aeropuerto Internacional de la Ciudad de México, el piloto del Learjet 45 no redujo la velocidad de su aeronave a 180 nudos antes de cruzar el VOR Mateo, como se lo instruyó el controlador aéreo. Se mantuvo arriba de los 250 nudos, muy alta para el corredor aéreo. Pese a que el piloto confirmó la instrucción de reducir su velocidad, nunca la cumplió.
La alta velocidad que registró el Learjet, pilotado por el capitán Álvaro Sánchez Jiménez, ocasionó que se acercara peligrosamente a un avión pesado de pasajeros Boeing 767-300 de Mexicana, procedente de Buenos Aires, y que entrara en la estela de turbulencia, desestabilizando y derribando a la pequeña aeronave.

## Fallecidos
Esa misma noche, el entonces procurador de justicia del Distrito Federal, Miguel Ángel Mancera, informaba que por el momento eran trece los cadáveres que se encontraban en el Servicio Médico Forense como resultado del accidente. Las víctimas que se encontraban en el avión eran:
- Juan Camilo Mouriño, secretario de gobernación.[7]
- José Luis Santiago Vasconcelos, titular de la Secretaría Técnica para la implementación de las recientes reformas constitucionales en materia de seguridad y justicia penal.[8]
- Miguel Monterrubio Cubas, director de Comunicación de la SEGOB.
- Arcadio Echeverría Lanz, director de Relaciones públicas.
- Norma Angélica Díaz Aguiñaga, subdirectora de Comunicación Social de la SEGOB.
- Julio César Ramírez Dávalos, jefe de ayudantes.
- Gisely Edenise Carrillo Pereira, sobrecargo.
- Álvaro Sánchez Jiménez, copiloto.
- Martín de Jesús Oliva, piloto.[9]

Al 7 de noviembre, la cifra de muertos era de catorce y once hospitalizados, entre ellos una persona de nacionalidad finlandesa.
Transeúntes
- Patricia Oropeza.
- Alan Cristian Vázquez.
- Pedro Sánchez Arteaga (52), falleció en las últimas horas del 5 de noviembre en el Hospital 20 de Noviembre de la capital, precisó el titular de la Procuraduría General de Justicia del Distrito Federal (PGJDF).[11]
- Josefina Núñez García (44), complicaciones pulmonares y descompensación por quemaduras, el 18 de noviembre de 2008.[12]
- Víctor Altamirano Robles (85), murió súbitamente en su hogar, el 11 de diciembre, un par de semanas después de haber sido dado de alta del hospital donde fue atendido por heridas, el 4 de noviembre.[13]

## Investigaciones
El 18 de noviembre de 2008, la Secretaría de Comunicaciones y Transportes informó que la caja negra del Learjet 45 que se estrelló en Lomas de Chapultepec no funcionaba desde hacía dos años y, por tanto, no había registro de datos técnicos del percance.
El 8 de diciembre, ingenieros del Instituto Politécnico Nacional, que cuentan con equipo e instalaciones para cotejar hipótesis sobre desplomes de aeronaves, ofrecen recrear el escenario del percance.
La investigación sobre posibles responsabilidades administrativas por el desplome del Learjet 45 en el que murió Juan Camilo Mouriño tomaría meses, aunque nadie ha intentado frenarla, aseguró el secretario de la Función Pública, Salvador Vega Casillas. Informó que tenían tres expedientes abiertos; en el CISEN, en la Secretaría de Gobernación y en la Secretaría de Comunicaciones y Transportes que contemplaban 32 líneas de investigación.
El 18 de diciembre, fueron separados de sus cargos dos funcionarios de la Secretaría de Gobernación; Francisco Javier González Muñoz, director general adjunto de Seguridad y Aeronaves, y Carlos Alfredo Juraidini Rumilla, director de Adquisiciones, Almacenes e Inventarios, como parte de la investigación.
Finalmente, se concluyó que el accidente se debió al error de los pilotos de no seguir las instrucciones de la torre de control, quedando en medio del vórtice que dejó el Boeing 767. Además, se comprobó que no tenían la experiencia ni los conocimientos técnicos para pilotar esta aeronave en caso de una crisis, ya que habían falsificado sus horas de vuelo y acreditación de conocimientos técnicos.

## Filmografía
Este accidente fue presentado en la 14º temporada del programa Mayday: catástrofes aéreas en el episodio titulado «Matanza en la ciudad».